# Карнувко
Карнувко (пол. Karnówko, нім. Altlinden; until 1906: Karnowke) — село в Польщі, у гміні Накло-над-Нотецем Накельського повіту Куявсько-Поморського воєводства.
Населення — 248 осіб (2011).
У 1975-1998 роках село належало до Бидгощського воєводства.

## Демографія
Демографічна структура станом на 31 березня 2011 року:
|          | Загалом | Допрацездатний вік | Працездатний вік | Постпрацездатний вік |
| -------- | ------- | ------------------ | ---------------- | -------------------- |
| Чоловіки | 139     | 27                 | 101              | 11                   |
| Жінки    | 109     | 23                 | 64               | 22                   |
| Разом    | 248     | 50                 | 165              | 33                   |